# Jedovatý břečťan
Jedovatý břečťan (v anglickém originále Poison Ivy) je americký filmový thriller z roku 1992. Režisérem filmu je Katt Shea. Hlavní role ve filmu ztvárnili Drew Barrymoreová, Sara Gilbert, Tom Skerritt, Cheryl Ladd a Leonardo DiCaprio.

## Obsazení
| Drew Barrymoreová | Ivy            |
| Sara Gilbert      | Sylvie Cooper  |
| Tom Skerritt      | Darryl Cooper  |
| Cheryl Ladd       | Georgie Cooper |
| Leonardo DiCaprio | chlapec        |
| Alan Stock        | Bob            |
| Jeanne Sakata     | Isabelle       |
| E. J. Moore       | chlapec        |